# Březí u Tachova
Březí (deutsch: Pirkau) ist ein Ortsteil der Gemeinde Ctiboř in Tschechien. Er befindet sich 5 km nördlich vom Stadtgebiet Tachov (Tachau) entfernt im Oberpfälzer Wald (Český les).

## Geschichte
Das Dorf „Pirckaw“ wird erstmals im Tachauer Stadt-Urbar von 1552 erwähnt. Während des Dreißigjährigen Kriegs zählte der Ort 1637 noch elf steuerfähige Höfe, wenig später im Jahre 1640 nur noch fünf Höfe. 1788 wurden 18 Hausnummern gezählt, ebenso viele im Jahre 1880. Zuletzt gab es im Dorf 25 Hausnummern, die Einwohnerzahl erreichte im Jahre 1930 mit 121 Personen ihren höchsten Stand. Der Pirkauer Weiher (Brücklteich) lag zu einem Teil im Gemeindegebiet.
Das Dorf Pirkau, mundartlich Pirkn genannt, war bis zur Auflösung der Patrimonialherrschaften Teil der Grundherrschaft Tachau. Es gehörte unter der Herrschaft der Habsburger zur  Österreichischen Monarchie.
Die Seelsorge für die Dorfbewohner wurde von der Dechantei Tachau wahrgenommen. Vielfach gingen die Dorfbewohner aber in der etwa 2 km näher gelegenen Ortschaft Heiligenkreuz zur Kirche. Im Dorf gab es eine eigene Schule im Haus Nr. 21, die am 26. Oktober 1890 eingeweiht worden war. Der Tachauer Fürst Windisch-Graetz hatte zur Finanzierung beigetragen und den sogenannten Jagdpachtschilling auf 12 Jahre vorausbezahlt. 
Nach dem Münchner Abkommen wurde der Ort dem Deutschen Reich zugeschlagen und gehörte bis 1945 zum Landkreis Tachau.
Der Zweite Weltkrieg endete für die deutsche Bevölkerung des Dorfs mit dem Einmarsch amerikanischer Truppen am 5. Mai 1945. Im Herbst 1946 hatten alle zwangsweise ausgesiedelten Deutschen das Dorf verlassen.
Bei der Gemeindegebietsreform von 1960 wurde die ehemals selbstständige Gemeinde nach Ctiboř u Tachova eingemeindet und mit diesem Ort gemeinsam am 1. Januar 1980 nach Halže. 1991 hatte das Dorf zwei Einwohner. Seit dem 1. Januar 1992 gehört Březí zur wieder selbstständigen Gemeinde Ctiboř.
Bis 1991 lag der Ort – wie das Nachbardorf Štokov – an einem militärischen Truppenübungsplatz, was die Entwicklung des Ortes negativ beeinflusst hat. Im Jahre 2001 bestand Březí aus einem Haus und hatte vier Einwohner.